# Rhinolophus acuminatus
Rhinolophus acuminatus (Peters, 1871) è un pipistrello della famiglia dei Rinolofidi diffuso nell'Ecozona orientale.

## Descrizione

### Dimensioni
Pipistrello di medie dimensioni, con la lunghezza della testa e del corpo tra 55 e 60 mm, la lunghezza dell'avambraccio tra 44 e 50 mm, la lunghezza della coda tra 22 e 31 mm, la lunghezza del piede tra 10 e 13 mm, la lunghezza delle orecchie tra 18 e 21 mm e un peso fino a 16 g.

### Aspetto
Le parti dorsali sono bruno-grigiastro scuro talvolta con le punte dei peli grigiastre che donano alla pelliccia un aspetto brizzolato, mentre le parti ventrali sono leggermente più chiare. È presente una fase interamente arancione. Le orecchie sono bruno-grigiastre scure e moderatamente grandi. La foglia nasale presenta una lancetta con i bordi concavi e l'estremità appuntita, un processo connettivo elevato, triangolare e con i bordi diritti che convergono verso l'estremità, una sella con l'estremità arrotondata e i bordi quasi paralleli. La porzione anteriore non copre completamente il muso ed ha un incavo mediano profondo alla base. Il labbro inferiore ha tre solchi longitudinali. La coda è lunga ed inclusa completamente nell'ampio uropatagio. Ha un caratteristico forte odore di muschio. Il primo premolare superiore è ben sviluppato e situato lungo la linea alveolare. 

### Ecolocazione
Emette ultrasuoni ad alto ciclo di lavoro con impulsi a frequenza costante di 88–90 kHz nelle femmine del Borneo, 86–90 kHz nei maschi e 93–95 kHz nelle femmine del Laos.

## Biologia

### Comportamento
Si rifugia all'interno di grotte e talvolta in piccoli gruppi all'interno di edifici. Nella Penisola malese sono stati osservati singolarmente o in coppia sotto le fronde delle palme.

### Alimentazione
Si nutre di insetti.

## Distribuzione e habitat
Questa specie è diffusa in Indocina, in Indonesia da Sumatra fino a Lombok e nel Borneo settentrionale e nelle Filippine occidentali.
Vive nelle foreste di Dipterocarpi, foreste primarie e secondarie, boschi di bambù tra 60 e 250 metri di altitudine. È tollerante agli ambienti urbani.

## Tassonomia
Sono state riconosciute 5 sottospecie:
- R. a. acuminatus: Myanmar, sud-orientale, Thailandia centrale e meridionale, Laos meridionale, Cambogia, Vietnam centrale e meridionale, Penisola malese, Giava, Isole Filippine: Balabac, Busuanga, Palawan;
- R. a. audax (Andersen, 1905): Bali, Lombok;
- R. a. calypso (Andersen, 1905): Enggano;
- R. a. circe (Andersen, 1906): Nias;
- R. a. sumatranus (Andersen, 1905): Sumatra, Borneo e isola di Banggi.

## Conservazione
La IUCN Red List, considerato che questa specie è ampiamente diffusa, localmente comune e priva di minacce, classifica R.acuminatus come specie a rischio minimo (Least Concern).